# Lumbrineris atlantica
Lumbrineris atlantica är en ringmaskart som beskrevs av Johan Gustaf Hjalmar Kinberg 1865. Lumbrineris atlantica ingår i släktet Lumbrineris och familjen Lumbrineridae. Inga underarter finns listade i Catalogue of Life.